# Olympische Winterspiele 1994/Teilnehmer (Liechtenstein)
| Gelbes Symbol für Goldmedaillen mit stilisierten Olympischen Ringen | Graues Symbol für Silbermedaillen mit stilisierten Olympischen Ringen | Braundes Symbol für Bronzemedaillen mit stilisierten Olympischen Ringen |
| ------------------------------------------------------------------- | --------------------------------------------------------------------- | ----------------------------------------------------------------------- |
| —                                                                   | —                                                                     | —                                                                       |

Liechtenstein nahm an den Olympischen Winterspielen 1994 im norwegischen Lillehammer mit einer Delegation von neun Männern und einer Frau teil. 

## Flaggenträger
Der Skilangläufer Markus Hasler trug bei seinen zweiten Olympischen Winterspielen die Flagge Liechtensteins während der Eröffnungsfeier im Skisprungstadion.

## Medaillen
Wie vier Jahre zuvor konnte kein Athlet aus Liechtenstein eine Medaille gewinnen.

## Teilnehmer

### Rodeln
| Athlet       | Wettbewerb | Lauf 1   | Lauf 1 | Lauf 2   | Lauf 2 | Lauf 3   | Lauf 3 | Lauf 4   | Lauf 4 | Gesamt       | Gesamt |
| Athlet       | Wettbewerb | Zeit     | Rang   | Zeit     | Rang   | Zeit     | Rang   | Zeit     | Rang   | Zeit         | Rang   |
| ------------ | ---------- | -------- | ------ | -------- | ------ | -------- | ------ | -------- | ------ | ------------ | ------ |
| Männer       |            |          |        |          |        |          |        |          |        |              |        |
| Marco Felder | Einsitzer  | 52,279 s | 27     | 52,445 s | 28     | 52,122 s | 26     | 52,563 s | 29     | 3:29,409 min | 27     |

### Ski Alpin
| Athleten      | Wettbewerbe        | 1. Lauf     | 1. Lauf | 2. Lauf     | 2. Lauf | Gesamt      | Gesamt |
| Athleten      | Wettbewerbe        | Zeit        | Rang    | Zeit        | Rang    | Zeit        | Rang   |
| ------------- | ------------------ | ----------- | ------- | ----------- | ------- | ----------- | ------ |
| Frauen        |                    |             |         |             |         |             |        |
| Birgit Heeb   | Riesenslalom       | 1:22,58 min | 13      | 1:13,51 min | 17      | 2:36,09 min | 11     |
| Birgit Heeb   | Super-G            | —           | —       | —           | —       | DNF         | DNF    |
| Männer        |                    |             |         |             |         |             |        |
| Marco Büchel  | Abfahrt            | —           | —       | —           | —       | 1:48,97 min | 40     |
| Marco Büchel  | Alpine Kombination | 1:40,82 min | 34      | 2:07,03 min | 33      | 3:47,85 min | 33     |
| Marco Büchel  | Riesenslalom       | 1:31,82 min | 28      | DNF         | DNF     | DNF         | DNF    |
| Marco Büchel  | Super-G            | —           | —       | —           | —       | 1:35,78 min | 32     |
| Hans Burkhard | Riesenslalom       | 1:32,73 min | 34      | DNF         | DNF     | DNF         | DNF    |
| Markus Foser  | Abfahrt            | —           | —       | —           | —       | 1:48,93 min | 39     |
| Jürgen Hasler | Abfahrt            | —           | —       | —           | —       | 1:47,62 min | 29     |
| Jürgen Hasler | Super-G            | —           | —       | —           | —       | DNF         | DNF    |
| Achim Vogt    | Abfahrt            | —           | —       | —           | —       | 1:47,98 min | 33     |
| Achim Vogt    | Alpine Kombination | 1:38,53 min | 14      | 1:47,70 min | 28      | 3:26,23 min | 24     |
| Achim Vogt    | Riesenslalom       | 1:31,12 min | 24      | 1:25,26 min | 21      | 2:56,38 min | 21     |
| Achim Vogt    | Super-G            | —           | —       | —           | —       | DNF         | DNF    |
| Daniel Vogt   | Riesenslalom       | 1:31,97 min | 30      | DNF         | DNF     | DNF         | DNF    |
| Daniel Vogt   | Super-G            | —           | —       | —           | —       | 1:35,08 min | 27     |

### Skilanglauf
| Athleten      | Wettbewerbe      | Zeit        | Rang |
| ------------- | ---------------- | ----------- | ---- |
| Männer        |                  |             |      |
| Markus Hasler | 10 km klassisch  | 27:17,1 min | 55   |
| Markus Hasler | 15 km Verfolgung | 41:45,4 min | 39   |
| Markus Hasler | 30 km Freistil   | 1:18:18,7 h | 21   |
| Markus Hasler | 50 km klassisch  | 2:18:40,1 h | 30   |
| Stephan Kunz  | 10 km klassisch  | 28:44,8 min | 76   |
| Stephan Kunz  | 15 km Verfolgung | 44:59,6 min | 64   |
| Stephan Kunz  | 30 km Freistil   | 1:24:00,0 h | 55   |
| Stephan Kunz  | 50 km klassisch  | 2:20:38,1 h | 38   |